# کیتوم
کیتوم الهه بین‌النهرینی و تجسم الهی حقیقت بود.

## شخصیت
نام کیتوم در زبان اکدی به معنای «حقیقت» است و او را اقنوم الهیِ این مفهوم می‌دانستند.
کیتوم یکی از خداییان مرتبط با قانون و عدالت بود. او را می‌توانستند در متن‌های حقوقی در جایگاه یک شاهد الهی فرا بخوانند.

## ارتباط با سایر خداییان
در مورد جایگاه کیتوم در دربار اوتو در نسخه‌های شناخته‌شدهٔ آن = آنوم تفاوت‌هایی وجود دارد.
خداییان مامو و سیسیگ خواهر و برادر او بودند.
اقبی-دمیق در جایگاه سوکال کیتوم بود. به گفتهٔ ریچارد ال. لیتکه، نمونه‌هایی که سوکال دارای سوکال مخصوص به خود باشد، اگرچه شناخته شده‌اند، باید به عنوان یک خلاف قاعده در نظر گرفته شود. نام اقبی-دمیق به معنای «او گفت «خوب است!»» می‌باشد.

## پرستش
منابع دوره بابلی باستان وجود دو معبد کیتوم را تایید می‌کنند، یکی از ایم معابد در باد-تیبیرا و دیگری در رحابو، سکونتگاهی در نزدیکی لارسا قرار دارند.